# Corputius-Plan
Der Corputius-Plan ist eine detailgetreue Projektion der klevischen Stadt Duisburg im 16. Jahrhundert.

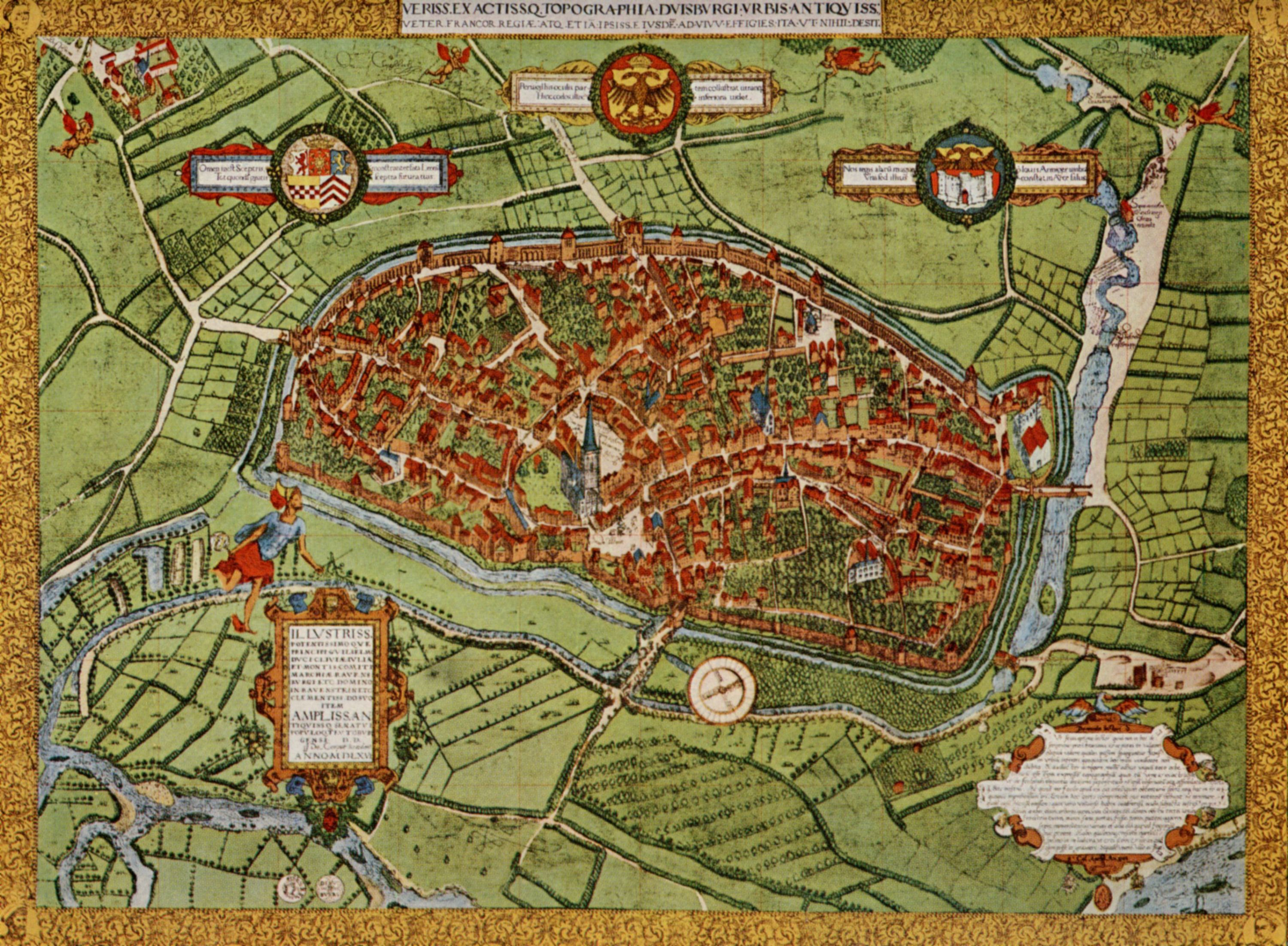
Plan des Corputius ohne den erläuternden Text, der sich unterhalb der Stadtansicht befindet

Sie wurde von dem niederländischen Kartographen Johannes Corputius angefertigt und im Jahre 1566 veröffentlicht. Der Grundriss des Planes kommt dem heutigen Urkataster sehr nahe. Corputius fertigte den Plan an, um ihn dem Landesherrn und der Stadt Duisburg zu widmen. Der Plan ist der älteste der Stadt. Der farbige Plan zeigt die Stadt aus der Vogelperspektive. Im Inneren des Mauerbereichs ist die Stadt im richtigen Maßstab abgebildet, wobei Corputius bei der Herstellung des Planes Peilungen mit einem Quadranten nutzte. Der Plan umfasst die Stadtansicht mit Überschrift, Wappen mit Unterschriften und Widmungstafel sowie einen erläuternden Text unterhalb des eigentlichen Plans.
Die Herstellung des Plans fällt in die Regierungszeit Wilhelm des Reichen, Herzog von Jülich-Kleve-Berg und der Grafschaften Mark und Ravensberg.
Von der politischen und wirtschaftlichen Blüte der ehemaligen Reichsstadt Duisburg war schon viel verloren gegangen. Trotzdem war Corputius ungemein stolz auf sein Werk, denn die lateinische Überschrift des Planes lautete in der deutschen Übersetzung: „Wahrhaftig und ganz genaue Zeichnung Duisburgs, der uralten Stadt, des ehemaligen Königssitzes der Franken und zugleich ihr ureigenstes und so nach dem Leben geschaffenes Bild, dass nichts daran fehlt.“ Wie aus der Stadtrechnung von 1566/1567 hervorgeht, wurde der Kupferstich von der Stadt erhalten und im Rathaus aufgehängt.
Der Plan ging verloren. Im 18. Jahrhundert tauchten bei einem Buchhändler in Dordrecht vier Schwarz-Weiß-Abdrucke auf. Das Original tauchte 1889 in den Beständen der Breslauer Stadtbibliothek wieder auf. Die Stadt Duisburg ließ 1897 eine Kopie anfertigen. Der in Breslau verbliebene Originalplan ist im Zweiten Weltkrieg verloren gegangen. Der einzige noch bekannte Schwarz-Weiß-Abdruck befindet sich im Duisburger Kultur- und Stadthistorischem Museum.

## Geschichte des Plans
Nachdem Corputius sich 1558 an der Universität Löwen eingeschrieben hatte, folgte er im Frühjahr des Jahres 1562 dem Ruf des Kartographen Gerhard Mercator nach Duisburg, um sich den Studien der Mathematik zu widmen. Er wohnte im Hause seines Meisters an der Duisburger Oberstraße ganz in der Nähe des Burgplatzes. 

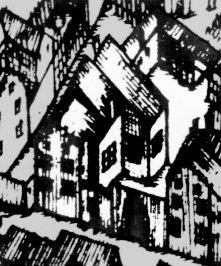
Das Haus des Gerhard Mercator in der Duisburger Oberstraße, wo Corputius von 1562 bis 1566 lebte

Probleme sich in der Stadt zurechtzufinden, hatte er keine, denn in Duisburg sprach man zur damaligen Zeit einen niederfränkischen Dialekt, der Ähnlichkeiten mit den niederfränkischen Dialekten auf dem damaligen Gebiet der heutigen Niederlande hatte.
Das Studium unter Mercator war weit gefächert und umfasste nicht nur die Mathematik an sich, sondern auch das Kupferstechen und das Anfertigen von Instrumenten wie Winkelmesser mit Visiereinrichtung und ähnlichem.
Corputius besuchte verschiedene Lehrveranstaltungen am Akademischen Gymnasiums in Duisburg. So nahm er auch Griechischunterricht beim Rektor des Gymnasiums, Johannes Molanus.
Die von Corputius vorgenommenen Messungen unternahm Corputius nach eigenen Angaben zwischen 1562 und 1563 von drei verschiedenen Punkten aus mittels des von ihm selbst hergestellten Quadranten: Van den grooten tooren te Duysburg – vom Turm der Salvatorkirche, einem der Türme der Marienkirche und einem Turm der Stadtbefestigung zwischen Kuhtor und Stapeltor.
Anfang 1563 berichtete Corputius der Jüngere seinem gleichnamigen Vater Johannes in einem Brief, dass er bereits eine „Beschreibung“ (descriptio) der Stadt in Händen halte und beabsichtige, hiervon einen Kupferstich anzufertigen, um damit Geld zu verdienen.

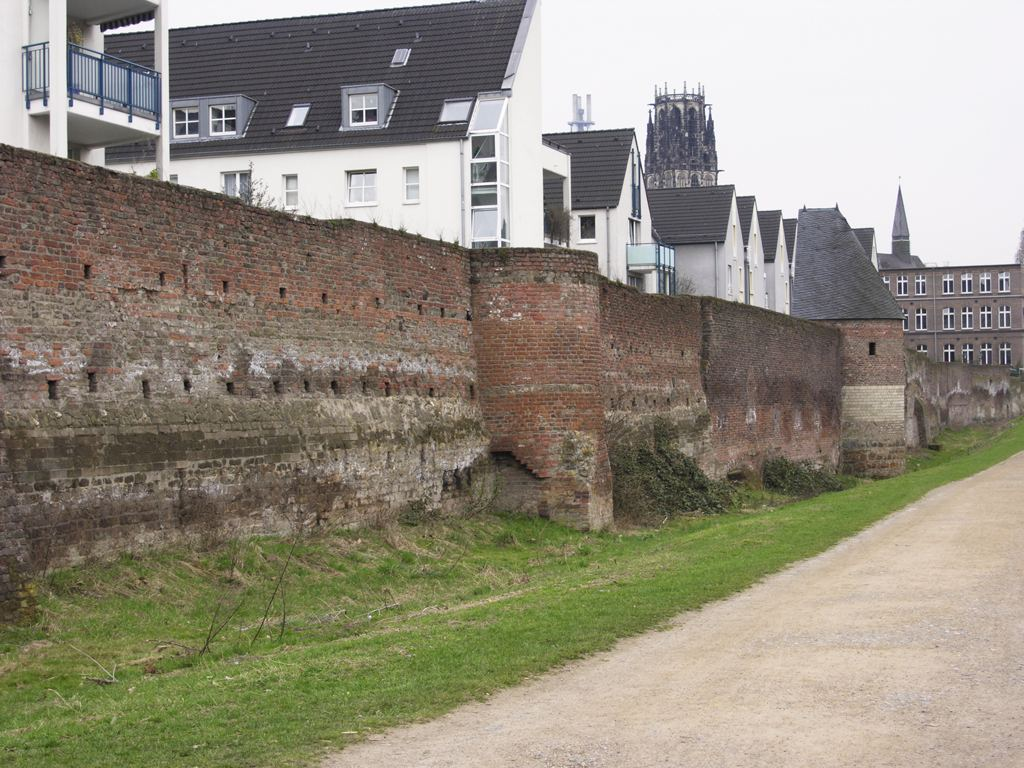
Ein Abschnitt der historischen Stadtmauer vor der heutigen Altstadt am Innenhafen

1564 erhielt er von der Stadt 10 Taler, was etwas mehr als dem damaligen Monatseinkommen eines Handwerkes entsprach. So findet sich im Schuldenbuch der Stadt für jenes Jahr der Eintrag:
„M. Johann Corputt voir die toschryfonge der affgemaelter und contrafieter Carten von Duisborch verehret mit X daler, ider ad 45 albus, is 18 gulden, 18 albus“.
Dabei handelte es sich offensichtlich um die „Beschreibung“, von der Corputius seinem Vater berichtete. Zu jener Zeit war der endgültige Plan aber noch nicht komplett fertiggestellt, denn es fehlte noch der erläuternde Text unter der Stadtansicht.
Monate später, am 12. Februar 1565 kam es zu einem großen Eisgang, wodurch der Rhein beinahe wieder in sein altes Bett – zurück an die Mauern der Stadt – gelenkt wurde. Dieses Ereignis erwähnt Corputius in dem nachträglich eingravierten Erläuterungstext mit der Angabe ANNO M DXLV (1565).
Der Plan wurde aus unbekannten Gründen erst ein Jahr später, also 1566 veröffentlicht, denn bei der Jahreszahl wurde noch eine römische Eins („I“) dahintergequetscht. Erst danach wurde der Plan gerahmt und im Rathaus aufgehängt. Allerdings scheint es sich hierbei nicht um den endgültigen Plan mit dem erläuternden Text gehandelt zu haben.
Es war der Duisburger Professor Johann Hildebrand Withof, der im Februar 1740 in den Duisburgischen Adresse- und Intelligentz-Zetteln seiner Duisburger Chronik eine Würdigung des Corputius-Plans voranstellte und davon berichtete, dass der reformierte Duisburger Prediger Johann Wilhelm Nosse bei einem Buchhändler in Dordrecht 4 schwarz-weiße Abdrucke des Planes gesehen habe.
Die Kupferplatten allerdings, von denen der Buchhändler vier Abdrucke anfertigte, ließ dieser, so berichtete Nosse, „zu anderen Dingen verbrauchen“.
Withof ließ sich von Nosse die Texte wiedergeben, allerdings enthielten diese nicht den erläuternden weitschweifigen Text unterhalb des Plans, so dass davon ausgegangen werden kann, dass Nosse die Version aus dem Jahre 1564 gesehen haben muss und nicht die endgültige Version, die aus zwei Teilen bestand, einer mit dem Plan der Stadt und einer anderen für den erläuternden Text.
1889 entdeckte Dr. Alfons Heyer den Plan bei der Ordnung der Bestände in der Breslauer Stadtbibliothek. Die Stadt Duisburg ließ 1897 hiervon auf fotomechanischem Wege farbige Kopien in Originalgröße anfertigen.
1925 beschließt die Duisburger Stadtverordnetenversammlung, erneut reproduzierte Exemplare herstellen zu lassen: „für die Herstellung von 1000 farbigen Plänen werden 4000 Mark bewilligt….Der Originalplan, der Eigentum der Stadt Breslau ist, sich jetzt aber hier befindet, soll in der nächsten Sitzung zur Ansicht ausgelegt werden“.
Weihnachten 1925 lag die Neuauflage vor. Gleichzeitig ließ man ein Holzmodell des Plans nachfertigen, der allerdings im Zweiten Weltkrieg verlorenging.
Im Februar 1945 wurde Breslau von sowjetischen Truppen eingenommen, wobei der Plan Plünderungen zum Opfer gefallen sein soll. Die 1925 hergestellten Farbkopien dienen seitdem als Vorlage für unterschiedlichste farbige Wiedergaben des Originalplans, so 1961, 1964 und 1974.
1966 wurde in den Niederlanden ein schwarz-weißer Druck des Planes angeboten und von der Stadt für den Fundus des Niederrheinischen Museums, dem heutigen Kultur- und Stadthistorischen Museum, erworben. Dieser Plan ist aufgrund seiner unbegrenzten Vergrößerungsfähigkeit und seiner Detailtreue zu einem unentbehrlichen Mittel für die historische Forschung und die Duisburger Stadtarchäologie geworden.

## Darstellung
Die Überschrift des Planes lautet:
Veriss(ima) exactiss(ima)q(ue) topographia Duisburgi
Urbis antique(imae) veter(is) Franco(rum) regiae atq(ue)
Etiam ipsiss(imae) eiusdem ad vivum effigies,
Ita ut nihil desit.
(In deutscher Übersetzung: Wahrhaftige und ganz genaue Zeichnung Duisburgs, der uralten Stadt, des ehemaligen Königssitzes der Franken. Und zugleich ihr ureigenstes und so nach dem Leben geschaffenes Bild, dass nichts daran fehlt.)
Das linke Wappen bezieht sich auf die Länder Wilhelms des Reichen: der rote Löwe von Berg, in der Mitte die goldene Lilien von Kleve in Rot, rechts der goldene Löwe in Gold für Geldern, darunter der rot-weiße Balken der Grafschaft Mark, rechts die roten Sparren der Grafschaft Ravensberg. Allerdings hätte anstatt des goldenen Geldernschen Löwens der Herzogtum Jülicher schwarze Löwe in Gold stehen sollen. Rechts angeordnet das auch noch heute geführte Duisburger Wappen: der doppelköpfige Adler für die Reichsstadt Duisburg bis 1290 und darunter die Burg.
Rechts unten auf dem Plan befindet sich die Lobrede des Johannes Corputius auf sein Werk. In der Übersetzung lautet diese:
Dem geneigten Leser zum Gruß.
Was wir, bester Leser, in dieser Beschreibung geboten haben, darfst du nicht für eine von den üblichen
Städteabbildungen halten, wie sie allenthalben und vielfältig verbreitet werden.
Ich glaube für mich in Anspruch zu nehmen und dreist behaupten zu können, dass bis heute
auf der ganzen Welt noch keine bildliche Darstellung eines Ortes herausgekommen ist, die diesen
mit solcher Wahrhaftigkeit und so exakt (ohne von der Eleganz des Stiches zu reden),
ja, ich möchte sagen, mit so peinlicher Genauigkeit im Einzelnen beobachtet
und nachgebildet hat wie die unsere hier.
Auf diese Erkenntnis hoffe ich leicht bei all denen zu stoßen, die ein sicheres Urteil haben,
und in diesem Punkte werde ich wohl von keinem getadelt werden.
Denn diejenigen, die einen solchen Versuch anstellen wollen, werden mit Gewissheit feststellen,
dass tatsächlich hier auch nicht die kleinste Hütte übergangen ist, ja, man findet fürwahr bei der
gesamten Darstellung, wie sie sich jeweils dem Auge am anschaulichsten bot, die ausgewogensten Proportionen.
Das gilt für Wasser, Flüsse und Hügel, Bäumer und Äcker, alle Straßen und Gassen, alle Häuser mit ihren
Dächern, Türen und Fenstern, die Türme, Mauern und Gotteshäuser, Tore und Gräben,
Quellen und Brunnen, Dämme und Zäune, die verschiedenen Bezeichnungen und alles andere, von
dem man sich nur vorstellen kann, was hierher gehört.
Es mag eine Probe meiner zunehmenden, wenn auch kleinen Befähigung in einer kurzweiligen
Angelegenheit sein, damit du sehest und auch ich, ob ich dereinst im Leben in ernsteren Dingen
etwas werde leisten können. Lebe wohl und bleibe mir gewogen!
24.März 1566

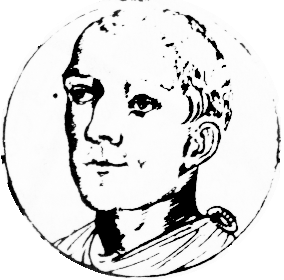
Mögliches Selbstporträt des Corputius auf seinem Plan

Über der mit Rahmen verzierten rechteckigen Widmungstafel links unten auf dem Plan schwebt der blau-rot gekleidete Merkur mit einem Stab in seiner Linken. Dem Herzog widmet er den Plan mit den Worten:
Illustiss(imo) potentissimoque principi Guilielmo duci Civiae, Juliae et Montis, comiti, Marchiae,
Ravensburgi etc. , domino in Ravenstein etc. clementiss d(omino) suo, item ampliss(imo), antiquiss(imo)q(ue)
senatui populoq(ue) Teutoburgensis d(ono) d(edit) J(ohannes) de Corput Braedan(us) . Anno MDLXVI.
(In deutscher Übersetzung: dem erlauchten und großmächtigen Fürsten Wilhelm, Herzog von Kleve,
Jülich und Berg, Grafen von der Mark und Ravensberg etc., seinem allergnädigsten Herrn, wie
auch dem wohledlen und altehrwürdigen Rat und den Bürgern von Duisburg hat Johannes von Corput
aus Breda diesen Plan zum Geschenk gemacht. Im Jahre 1566.)
Der aufmerksame Betrachter wird feststellen, dass in den Ecken der verzierten Ränder des Gesamtplans Konterfeis von Personen dargestellt sind. Wer diese Personen sind, ist bis heute unklar. Es sind verschiedenste Zuordnungen versucht worden, ohne dass man zu überzeugenden Ergebnissen gekommen ist. In der linken unteren Ecke ist höchstwahrscheinlich das Konterfei Gerhard Mercators zu sehen. Das Konterfei der Person in der rechten oberen Ecke wird oft als das des Johannes Corputius wiedergegeben.
Unterhalb der Widmungstafel ist eine Münze abgebildet. Es handelt sich um eine Münze Heinrichs IV.: einem Duisburger Denar, auf der Vorderseite ein Kopf mit Bügelkrone und Krummstab. Die Rückseite zeigt den Namen DI-VS-BV-RG. Diese Münzen wurden zwischen 1065 und 1084 geprägt und fanden ihren Weg bis ins Baltikum. In Gotland wurden zahlreiche Münzschätze gefunden, die Duisburger Münzen enthielten.
Auf dem Plan des Corputius ist zwischen Widmungstafel und Lobrede eine Windrose eingezeichnet. Der Plan des Corputius ist jedoch nicht eingenordet, sondern die Blickrichtung erfolgt vom Nordwesten. Um richtungsmäßig Vergleiche mit dem Grundriss des modernen Duisburgs machen zu wollen, muss der Plan um 125 Grad im Uhrzeigersinn gedreht werden. An den Kartenrändern bietet Corputius eine Orientierungsmöglichkeit: „Wech nae Poeroat“ (Ruhrort), „Wech nae Essen“, „Wech nae Collen“ (Köln), „Wech nae Moers“.

## Der Untertext
Im vierspaltigen Untertext, unterhalb des eigentlichen Planes, gibt Corputius eine ausführliche Erläuterung zur Geschichte der Stadt Duisburg und die Namen der öffentlichen Gebäude wieder.
Der Text ist auf Lateinisch verfasst und wurde 1897 vom Duisburger Geschichtsschreiber Heinrich Averdunk ins Deutsche übersetzt.
So beginnt der Untertext mit den Worten:
Duisburg oder Teutoburg, eine Stadt des alten Germanien, einst am Ufer des Rheins, liegt
zwischen den Flüssen Ruhr und Anger im Gebiet der Thoringer und Niedersachsen, heute
in dem Grenzgebiet von Kleve und Berg. Diesem Ort haben die Tuiskonen oder Teutonen
zuerst den Namen gegeben; er scheint ihr Bollwerk gegen die Römer gewesen zu sein,
die in Gallien die Herrschaft ausübten. Daher hat auch der benachbarte Wald, der sich in
Länge und Breite weithin durch Germanien erstreckt, seine Bezeichnung bekommen.
Es ist der Wald, in dem nach dem Bericht des Tacitus im 1. Buche seiner Annalen die Legionen.
des Varus ihren Untergang fanden. In den Annalen der Franken wird auch Diusparcum oder
Duispargum als Feste der Thoringer erwähnt.
Corputius bezieht sich auf die im Duisburger Raum damals herrschende Legende, wonach die Varusschlacht im Duisburger Wald stattgefunden hätte. Als Ort der Schlacht werden heute verschiedene Stätten in Ostwestfalen, Norddeutschland und in den Niederlanden vermutet.
Die Geschichte der Stadt nimmt die 1. Spalte und die ersten 6 Zeilen der 2. Spalte ein. Der Rest der 2. Spalte und die erste Zeile der 3. Spalte nehmen die Erläuterungen der öffentlichen Gebäude ein.
Die öffentlichen Gebäude der Stadt kennzeichnet Corputius mit Buchstaben.
- A: Salvatorkirche (Salvatoirs kercke). Kirche des Erlösers, Hauptpfarrkirche. Der Turm ist im Jahre 1479 begonnen und 1507 fertiggestellt.
- B: Croght (Gruft): Kapelle ehemals die Hauptkirche
- C: St. Marien: die zweite Pfarrkirche, ehemals außerhalb der Mauern. Sie war ein Kloster der Johanniter, von denen sie auch jetzt noch bedient wird.
- D: (fehlt in der Erläuterung): Johanniterkommende
- E: Bei den Brüdern: Minoritenkirche und Kloster der Minoriten
- F: Kreuzbrüder: Kloster und Kirche mit dem Namen St. Peterstal
- G: Katharinenkloster
- H: Beginenkloster: altes Kloster der Jungfrauen, gegründet 1327
- I: St. Elisabethenberg: Nonnenkloster
- K (fehlt im Plan und in Erläuterung)
- L: Gasthaus am Knüppelmarkt, ein Hospital mit Kapelle
- M: Rathaus am Knüppelmarkt: Versammlungsort des Rates, ehemalige (Wein-)Schule
- N: Kollegienhaus: jetzt Schule, früher Schlachthaus und Gerichtshaus
- O: Zollhaus (im Plan nicht eingezeichnet)
- P: Reichshof (Restbestand alter Reichsherrlichkeit, aber schon stark verfallen)
- Q: Stapelpforte (Stadttor)
- R: Kuhpforte (Stadttor Kuhtor)
- S: St. Marienpforte (Stadttor Marientor)
- T: Schwanenpforte (Stadttor Schwanentor)
- U: (Fehlt, da zu Zeiten des Corputius U und V im Gebrauch identisch waren)
- V: Koblenzer Turm (Er wurde von den Koblenzer Bürgern zum Zeugnis eines gegenseitigen Bündnisses errichtet. Die Koblenzer mussten ihn in Kriegszeiten verteidigen. Die Duisburger bauten und unterhielten in Koblenz den Ochsenturm.)
- W (fehlt)
- X: Hugenturm (1365 erstmals als Turris Hermannis Hugonis bezeichnet, nach einem militärischen Führer.)
- Y: Gefangenenturm (Reste der alten Burg)
- Z: Pulverturm (Hier wird das Pulver für die Geschütze der Stadt aufbewahrt.)

Ab der zweiten Zeile der 3. Spalte gibt Corputius die Geschichte der Verloren-Kost-Brücke wieder, die
eine besondere Bedeutung für die Bürger der Stadt der damaligen Zeit hatte.

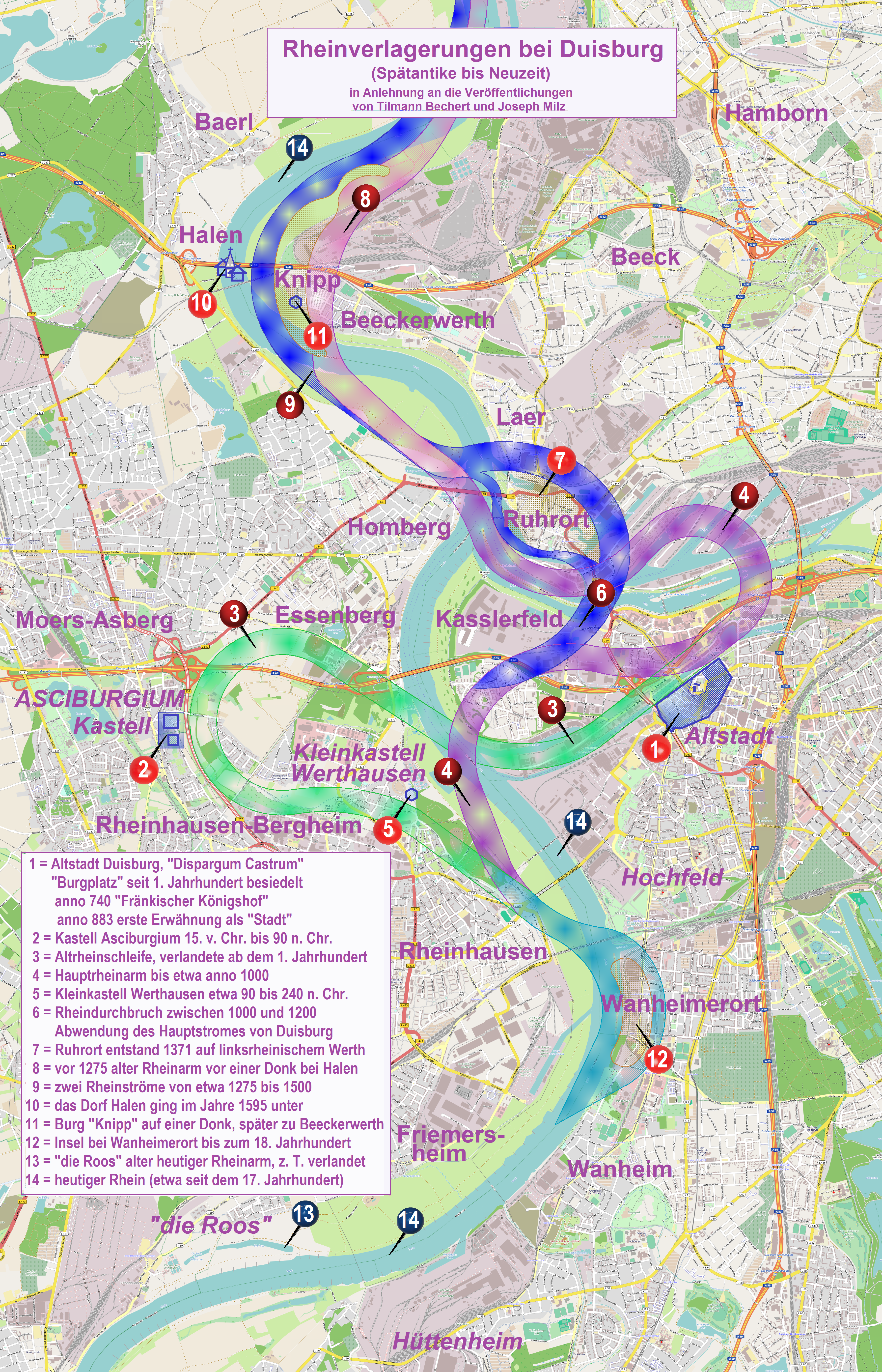
Wichtige Rheinverlagerungen von der Spätantike bis zur Neuzeit

Dietrich von Moers war von 1414 bis 1463 Kölner Erzbischof. Dietrich versuchte ein großes, zusammenhängendes Territorium am Niederrhein und in Westfalen und für seine Familie sogar ein fast bis zur Nordsee reichendes Herrschaftsterritorium zu errichten. Sein mächtiger Gegner in diesem Konflikt war der Herzog von Kleve.
In der Nacht des St.-Gregorius-Tag des Jahres 1444 stürmte das Heer des Dietrich die Mauern der Stadt Duisburg an der Verloren-Kost-Brücke („Nutzlose Brücke“), so genannt, weil sie für den Erzbischof ohne Nutzen war:
„Aber durch das Geschrei von Vögeln aufgeschreckt, erblickten die [Wächter], die auf der steinernen Mühle waren, als sie
ein Bund Stroh angezündet haben, das Aufblitzen von Waffen. Durch Schreien und Glockenschlag rufen sie alsbald die
 Bürger zusammen, durch deren Herbeieilen der Feind zum Rückzug gezwungen wurde. Seitdem begehen die Duisburger 
diesen Tag in jedem Jahr festlich.“
Weiters beschäftigt sich Corputius mit dem Duisburger Wald, seinem Wildreichtum, den Flüssen Rhein und Ruhr, ihrem Fischreichtum. Er erwähnt auch den alten Rheinverlauf mit der eigenartigen schlaufartigen Schleife bei Asberg, dem früheren römischen Asciburgium:
„denn dass er (der Rhein) von da nach Duisburg weitergeflossen ist, und die Stadt berührt hat, ist zu augenscheinlich,
 als dass es bezweifelt werden könnte. Aber das geht nicht nur hieraus hervor. Es ist ja nicht wahrscheinlich, dass die
Gründer dieser Stadt, die sie ungehindert beim Zusammenfluss (beider Ströme) erbauen konnten, so unverständig
gewesen sein sollten, dass sie diesen so großen Vorteil mit Willen unbeachtet gelassen hätten.“
Er findet dies mit einer Überschwemmung des Jahres 1565 bestätigt, als der Altrheinarm sich mit Wasser füllte.

## Duisburg im Jahre 1565/1566
Innerhalb der Mauern der Stadt Duisburg betrug die Grundfläche 33 ha. Das entspricht einem Quadrat mit einer Seitenlänge von etwa 575 m.
Die Einwohnerzahl innerhalb der Stadtmauern kann heute nur geschätzt werden. Etwa 500 Wohnhäuser kann man auf dem Plan des Corputius auszählen. Rechnet man etwa 5 Personen als durchschnittliche Bewohnerzahl eines Hauses, so lag die Einwohnerzahl wahrscheinlich bei etwa 2.500 Einwohnern.
Außerhalb der Stadtmauern gehörten die so genannten Ratsdörfer seit alter Zeit zur Stadt: Duissern, Wanheim und Angerhausen mit insgesamt etwa 400 bis 500 Einwohner.
Die Gesamteinwohnerzahl Duisburgs entspricht nach heutigen Verhältnissen einer Stadt der Größenordnung von etwa 50.000 Einwohnern. Im Teil-Herzogtum Kleve war Duisburg damals die viertgrößte Stadt nach Kleve, Wesel und Xanten.
Die damalige Einwohnerzahl Duisburgs entsprach in etwa der Bevölkerungszahl der damaligen Städte Bonn, Düsseldorf, Emmerich, Neuss und Essen. Größere Städte zu jener Zeit im Rheinland waren Köln mit etwa 40.000, Aachen mit 15.000, Kleve, Xanten und Wesel mit etwa 5.000 Einwohnern.
Im Jahre 1565 befand man sich inmitten der kirchlichen Erneuerungsbewegung, die mit Martin Luther und seinen 95 Thesen begann, die er 1517 an das Portal der Schlosskirche von Wittenberg anschlug.
Der Herzog von Kleve galt als ein toleranter Herrscher und in Duisburg selbst lief die Reformation ohne Gewalt ab. Die Stadt blieb von Belagerungen, Brandschatzungen und Einquartierungen verschont.
1559 wurde in Duisburg ein Gymnasium eingerichtet, welches auf die alte mittelalterliche Duisburger Lateinschule zurückging. Zwar war man anfangs noch bedacht, den katholischen Glauben an der Schule zu bewahren, doch die Bürgermeister des Jahres 1555 betrieben im Februar jenes Jahres eine Abstimmung, nach der der lutherische Katechismus eingeführt werden sollte. 1559 wurde die Einrichtung zu einem akademischen Gymnasium mit philosophischer Oberstufe. Der Herzog wollte damit die Voraussetzung für eine Gründung einer landesherrlichen Universität schaffen, die allerdings erst 1655 eingerichtet wurde.
Die Stadt erlebte einen nicht zu unterschätzenden Zuzug flämischer Niederländer, die sich ihres Glaubens willen in Duisburg niederließen. Neben gelehrten Glaubensflüchtlingen, die sich als Lehrer im Duisburger Gymnasium betätigten und den Ruf der Stadt als Gelehrtenstadt („Duisburgum doctus“) begründeten, wanderten zahlreiche Handwerker aus Brügge, Antwerpen und anderen Orten ein. Die stärkste Gruppe waren Tuchmacher.
Die Zusammensetzung der Stadtbevölkerung zur damaligen Zeit kann man nur schätzen. Anhaltspunkte gibt die erste Volkszählung, die allerdings erst im Jahre 1714 durchgeführt wurde.
Damals lebten in der Stadt 32 Geistliche, 56 Fuhrmänner, 41 Tuchweber, 24, Leineweber, 23 Wollspinner, 44 Bäcker, 8 Schlachter, 8 Bierbrauer und 15 Bierschenke, 37 Wollweber und Wollspinner, 27 Schneider, 24 Leineweber und 4 Tuchhändler, 56 Bauhofbesitzer, Fuhrmänner und Karrenknechte, 20 Krämer (Winkeliere), 21 Zimmerleute, Metzler und Maurer, 6 Schieferdecker, 4 Glasmacher, 15 Schmiede und Messermacher, 27 Schneider, 11 Schuhmacher, 4 Schiffer, 8 Hirten, 7 Wäscherinnen.
Es gab 5 Lehrer, 4 Richter, 7 Juristen, 3 Ärzte, 3 Apotheker, 4 Barbiere, 173 Mägde, 94 Knechte und 92 Tagelöhner. 23 Personen waren Rentiers, 110 Menschen waren ohne Gewerbe. In der Stadt gab es damals etwa 1000 Kinder.

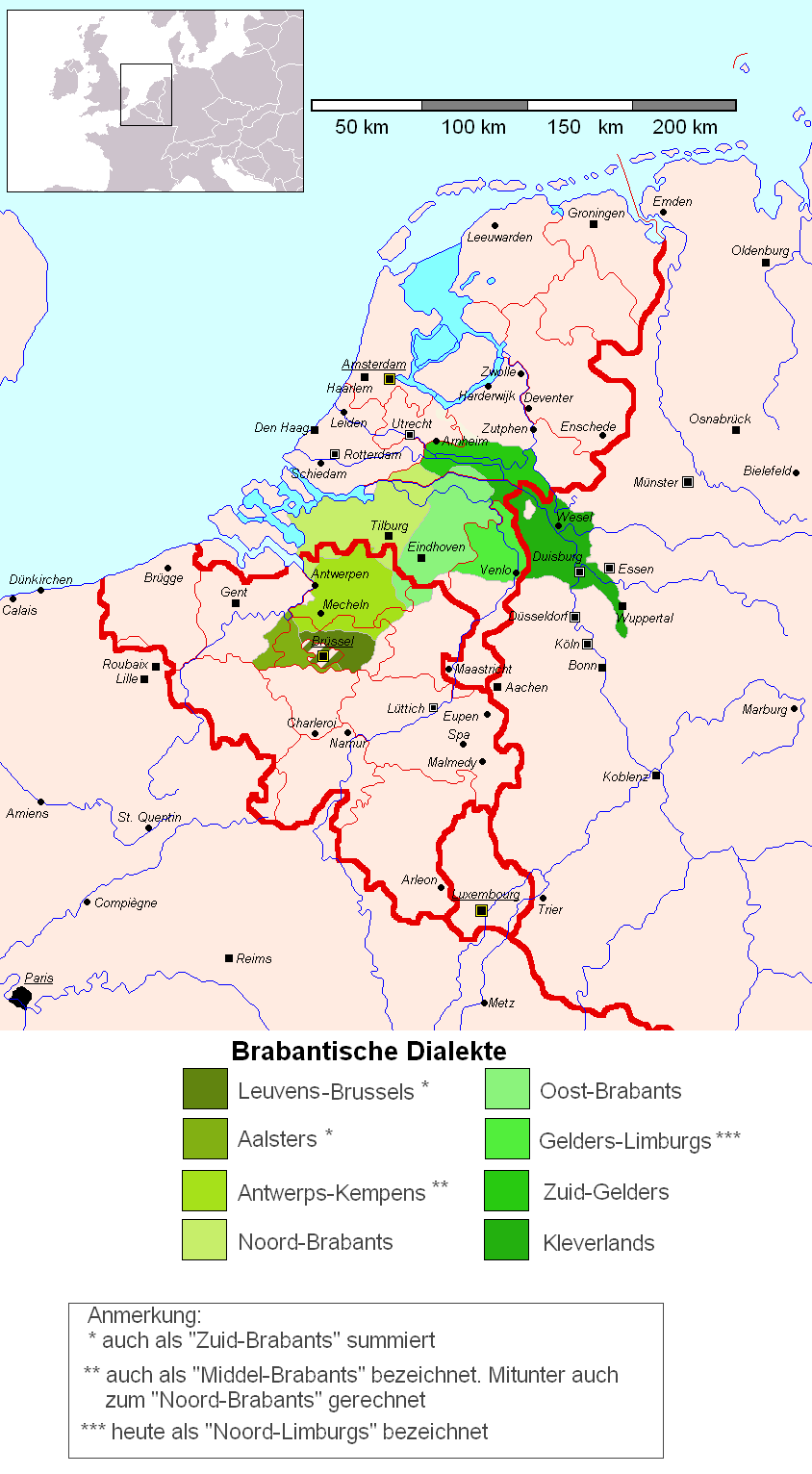
Das Brabantische Dialektgebiet

Der markanteste Punkt der Stadt war zweifelsfrei die Salvatorkirche, auf dem Plan des Corputius mit dem Buchstaben A gekennzeichnet. Der Vorläufer der Kirche kann bis ins 9. Jahrhundert zurückverfolgt werden. Diese Vorgängerkirche fiel 1283 dem Stadtbrand zum Opfer.
Die Stadt Duisburg hatte bereits 1290 seine Reichsunmittelbarkeit verloren, konnte aber ihre innere Selbstständigkeit bewahren. Seit 1421 gab es einen Schultheißen und die Stadt hatte die volle Gerichtshoheit, auch über die Ratsdörfer.
Die Duisburger bezahlten im 16. Jahrhundert mit dem Albus, bis nach und nach der Reichstaler eingeführt wurde. 1566 akzeptierte der Reichstag das Münzedit Kaisers Ferdinand I. und machte den Silbertaler (Raugewicht 29,23 Gramm, 889/1000 Teile Silber) zur allgemeinen Währungsmünze im Reich. Nach dem Münzedikt zur Umrechnung fremder Währungen des Pfalzgrafen Wolfgang Wilhelm vom 1. September 1620 wurden für die Herzogtümer Jülich-Berg die folgenden Werte festgelegt: 1 Reichstaler = 78 Albus; 1 Albus = 12 Heller.
Doch muss man bedenken, dass ein großer Teil des Warenverkehrs bis ins ausgehende 16. Jahrhundert vornehmlich ein Tauschhandel Ware gegen Ware war. Geld und das dazu benötigte Edelmetall waren durch Mangel gekennzeichnet.
Die kleinen Gassen der Stadt waren größtenteils unbefestigt, nur die bedeutenden Straßen und der Burgplatz waren gepflastert mit Flusskieseln, Bruchsteinen oder gerundeten Hausteinen. Sie führten vom zentralen Burgplatz nach außen zu den Stadttoren. Nicht selten wurde Schmutzwasser und Fäkalien auf der Straße entsorgt. Die Latrinenschächte, Abfall- und Abortgruben mussten von Zeit zu Zeit geleert werden. Müll-, Abfall- und Abortentsorgung waren Privatsache.
In Duisburg sprach man einen brabantischen (niederfränkischen) Dialekt. Die Schriftsprache war das Rhein-Maasländische. Die Alphabetisierungsrate war allerdings noch sehr gering. Eine allgemeine Schulpflicht bestand nicht. Zwar wies die verschriftete Sprache der gehobenen Stände und Kanzleien Elemente der regionalen Mundarten am Niederrhein auf, sie ist aber nicht mit diesen gleichzusetzen. Dieses Rheinmaasländische hatte Latein als Schreibsprache weitgehend abgelöst. Es verlor ab dem 16. Jahrhundert an Bedeutung. Über Köln breitete sich allmählich das Hochdeutsche nach Norden aus. In den heutigen Niederlanden entstand dagegen eine eigene Schriftsprache.
Als 1571 Wilhelm V., genannt Wilhelm der Reiche, die Stadt aufsuchte, lief in Duisburg eine Zeremonie ab, in dem die Bürger der Stadt dem Landesherren trotz der Reichsstadtverpfändung eine Bestätigung ihrer Reichsprivilegien einforderten. Auf dem Burgplatz wurde die Bestätigungsurkunde vor Bürgermeistern, Schöffen, Rat, Sechzehnern (Vertreter der Bürgerschaft) und vielen Bürgern verkündet. Danach erfolgte die Huldigung:
Wy burgermeister, schepen, rait gemein burgere und ingeseten der statt duißborch laven und sweren, dat wy den durchluchtigen hoichgeboren
fursten und heren, heren Wilhelm hertouge to Cleve, Gulich und Berge graven to der Marcke und Ravensberch, her to Ravenstein getruw und holt
sollen syn in solcker mate, als wy von dem ryke an syner furstlichen gnaden voirfaren gekommen syn, beheltliken dem hilligen ryke syns rechten.
Danach hoben alle die Hand und sprachen dem Klevischen Kanzler Heinrich Olisleger nach: So my Gott helpe und syne hilligen Evangelia.
(Aussprache: y = äj, s (am Wortanfang) = ß, oi = langes o, ui = öj, uw = üu, u = ü, g = ch wie in leicht, ch = ch wie in "ach")

## Würdigungen des Plans und des Johannes Corputius
In der Duisburger Altstadt, an der Südseite des Duisburger Innenhafens ist der Johannes-Corputius-Platz nach dem Kartografen benannt worden. Dort befindet sich auch ein dreidimensionales Modell der alten Stadt Duisburg, das auf dem Plan des Corputius beruht.

## Werke
Karten
- J. De Corput Brædanus: Verissima exactissimaque topographia Duisburgi urbis antiquissimae veteris Francorum regiae atque etiam ipsissimae eiusdem ad vivum effigies, ita ut nihil desit, 1566; Original im Kultur- und Stadthistorischen Museum Duisburg
- Moderne Ausgaben des Corputiusplans:
  - Duisburg im Jahre 1566 (Veriss. ex actiss. q. topographia Duisburgi urbis antiquiss. veter. Francor. regiae atq. etiam ipsiss. eiusdem ad vivu effigiesi ita ut nihil desit), Stadtplan, Verlag für Wirtschaft und Kultur Renckhoff Duisburg 1964
  - Stadtpl. d. Johannes Corputius von 1566, Format 87 × 87,5 cm: Veriss. exactiss. q. topographia Duisburgi urbis antiquiss., Kartenbeilage, in: Krause, Günter [Hrsg.]: Stadtarchäologie in Duisburg: 1980 – 1990, Duisburger Forschungen 38, Duisburg: Braun, 1992, ISBN 3-87096-049-3